# Liste der Monuments historiques in Wingen
Die Liste der Monuments historiques in Wingen führt die Monuments historiques in der französischen Gemeinde Wingen auf.

## Liste der Bauwerke
| Bezeichnung     | Beschreibung                                           | Standort                      | Kennzeichnung | Schutzstatus | Datum | Bild           |
| --------------- | ------------------------------------------------------ | ----------------------------- | ------------- | ------------ | ----- | -------------- |
| Hohenburg       | Ruine einer Felsenburg, um 1200, 1676 zerstört         | nordwestlich des Ortes (Lage) | PA00085240    | Classé       | 1898  | weitere Bilder |
| Burg Löwenstein | Ruine einer Felsenburg, 13. Jahrhundert, 1676 zerstört | nordwestlich des Ortes (Lage) | PA00085241    | Classé       | 1898  | weitere Bilder |

## Liste der Objekte
| Bezeichnung                | Beschreibung                   | Standort                           | Kennzeichnung | Schutzstatus | Datum | Bild |
| -------------------------- | ------------------------------ | ---------------------------------- | ------------- | ------------ | ----- | ---- |
| Orgel                      | 1845 von Stiehr-Mockers gebaut | in der Kirche St-Barthélémy (Lage) | PM67001107    | Classé       | 1978  |      |
| Instrumentalteil der Orgel | 1845 von Stiehr-Mockers gebaut | in der Kirche St-Barthélémy (Lage) | PM67000450    | Classé       | 1978  |      |
| Gallorömische Stele        | Darstellung des Gottes Mars    | in der Mairie (Lage)               | PM67000451    | Classé       | 1987  |      |